# Бокий, Иван Сидорович
Иван Сидорович Бокий (20 февраля 1942, село Пронозовка, Глобинский район Полтавской области — 24 марта 2020) — украинский политик. Народный депутат Украины III—V созывов.

## Биография
Окончил факультет журналистики Киевского университета им. Т. Шевченко (1968).
В 1982—1987 гг. возглавлял республиканскую газету «Молодь України», а в 1987—1998 гг. был заместителем главного редактора газеты «Сельские вести».
В 2001 году редактор газеты «Сельские вести» Иван Бокий и Василий Цушко решили основать «Партию защиты интересов селян», которую планировалось построить на базе подписчиков газеты, партия была зарегистрирована в сентябре того года, но уже в январе следующего года слилась с Соцпартией Украины (СПУ), в которой Цушко и Бокий стали членами политсовета.
Глава фракции СПУ в Верховной Раде (2006—2007).
Заслуженный работник культуры Украинской ССР (1980).
Последние годы жизни боролся с раком. Умер 24 марта 2020 года в клинике Феофания в Киеве.